# 야마우치 슈세이
야마우치 슈세이(일본어: 山内 舟征, 2000년 12월 13일~)는 일본의 축구 선수이다.

## 구단 경력
그는 2023년 J3리그의 FC 류큐에 입단했다. 2024년 8월 이와테 그루자 모리오카로 이적했다.